# قيصر المعلوف
قيصر المعلوف (1291 - 1384 هـ / 1874 - 1964 م) هو كاتب وشاعر لبناني مهجري.

## ترجمته
ولد قيصر المعلوف في زحلة في لبنان وهاجر للبرازيل ثم رجع للبنان حيث توفي في بيروت.

## آثاره

### روايات
- «الغادة السورية في الديار الأمريكية» - مطبعة جريدة البرازيل - سان باولو 1907 م.
- «فدية الحب» - مطبعة البرازيل - 1907 م.
- «مدحت باشا» - مطبعة البرازيل - 1907 م.

### دواوينه
- «تذكار المهاجر» - مطبعة المناظر - سان باولو 1904 م.
- «ديوان قيصر المعلوف» - مطبعة مجلة الورود - بيروت 1957 م.
- «نيرون» (رواية شعرية) - زحلة 1894 م.
- «جمال بلادي» (ملحمة شعرية) - مطبعة هرموش - بيروت 1939 م.[1]